# Escut de Benejússer
L'escut de Benejússer és un símbol representatiu oficial de Benejússer, municipi del País Valencià, a la comarca del Baix Segura. Té el següent blasonament:
| « | D'or, tres flors de lis, d'atzur, col·locades 1 i 2; en punta l'ocell Orió, de color natural; sobre ones de mar d'atzur i argent. Al timbre, corona reial tancada. | » |

## Història
L'escut s'aprovà per Ordre de 23 d'abril de 1985, de la Conselleria de Governació, publicada en el DOGV núm. 256, de 30 de maig de 1985.
L'escut representa les armes dels Rossell, senyors de la vila des de l'obtenció de la carta pobla el 1611.